# Le Portrait de Dorian Gray
Pour les articles homonymes, voir Le Portrait de Dorian Gray (homonymie) et Gray.
Pour l'actrice Maria Luisa Mangini, voir Dorian Gray (actrice).
The Picture of Dorian Gray
 (février 2019).
Le Portrait de Dorian Gray (The Picture of Dorian Gray) est un roman d'Oscar Wilde écrit dans le contexte de l'époque victorienne et publié en 1890, puis révisé en 1891. L'auteur y inclut des thèmes relevant de l'esthétique tels que l'art, la beauté, la jeunesse, la morale et l'hédonisme. C'est un roman fantastique, mais aussi philosophique, qui met en lumière la personnalité équivoque du dandy londonien ainsi que le courant décadentiste, ce qui a suscité de virulents échanges de lettres entre Wilde et plusieurs journaux très critiques jugeant l'œuvre « répugnante ».
L'histoire tourne autour d'un portrait de Dorian Gray peint par Basil Hallward, un ami de Dorian et un artiste épris de la beauté de Dorian. Par l'intermédiaire de Basil, Dorian rencontre Lord Henry Wotton et se trouve bientôt fasciné par la vision du monde hédoniste de l'aristocrate : la beauté et l'épanouissement sensuel sont les seules choses qui valent la peine d'être poursuivies dans la vie. Comprenant nouvellement que sa beauté va se flétrir, Dorian exprime le désir de vendre son âme, pour s'assurer que c'est le tableau, plutôt que lui, qui vieillira et s'estompera. Le souhait est exaucé, et Dorian poursuit une vie libertine d'expériences amorales variées tout en restant jeune et beau ; pendant tout ce temps, le portrait vieillit et enregistre visuellement chacun des péchés de Dorian.
Principal représentant du courant de l'esthétisme anglais, Oscar Wilde profite de son roman pour illustrer et discuter les grands concepts de ce courant. On peut voir en Lord Henry l'auteur lui-même, amoureux des mots et dandy hédoniste connu pour ses mœurs légères.

## Résumé

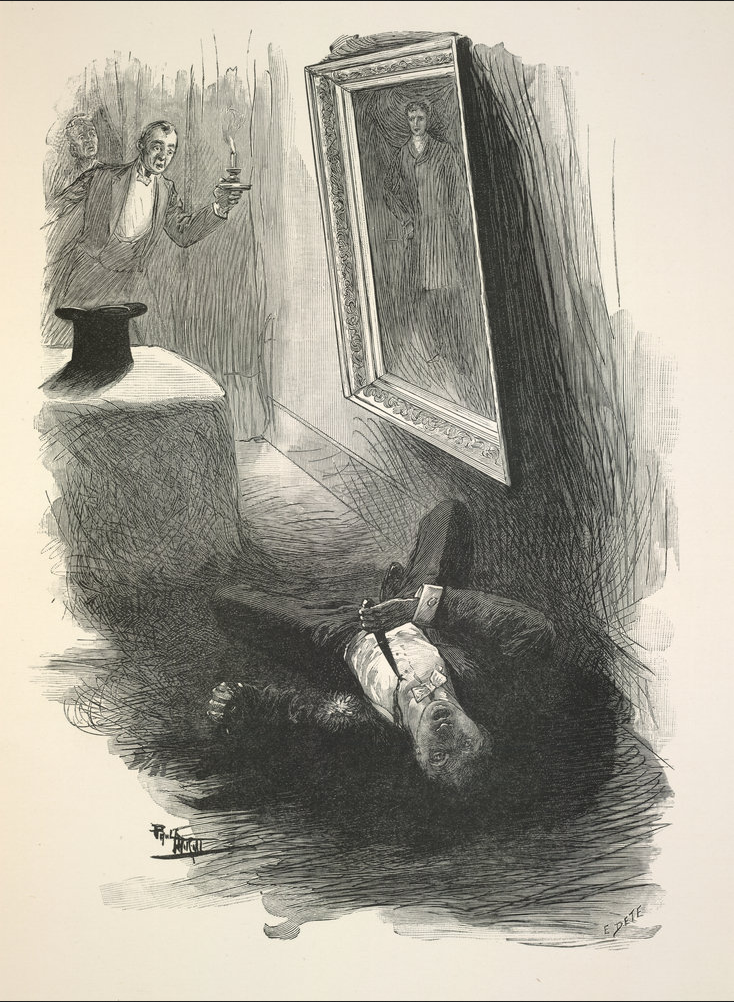
Réalisation d'un dessin portant sur Le Portrait de Dorian Gray

Dorian, jeune dandy londonien d'une rare beauté, fait la connaissance de Lord Henry Wotton, dit Harry, chez son ami Basil Hallward, un peintre reconnu. Ce dernier vient d'achever le portrait du jeune homme, un chef-d'œuvre qu'ils contemplent tous les trois. Conscient de la fascination et de la perversion que Lord Henry pourrait exercer sur Dorian, cette « simple et belle nature », Basil demande à Lord Henry de ne pas tenter de le corrompre. Mais Dorian se laisse séduire par les théories sur la jeunesse et le plaisir de ce nouvel ami qui le révèle à lui-même en le flattant : « Un nouvel Hédonisme, voilà ce que le siècle demande. Vous pouvez en être le tangible symbole. Il n’est rien avec votre personnalité que vous ne puissiez faire ». Va naître dès lors en lui une profonde jalousie à l'égard de son propre portrait peint par Basil. Il formule le souhait que le tableau vieillisse à sa place pour pouvoir garder lui-même sa beauté d'adolescent :

« Si c’était moi qui toujours devais rester jeune, et si cette peinture pouvait vieillir !… Pour cela, pour cela je donnerais tout !… Il n’est rien dans le monde que je ne donnerais… Mon âme, même ! »

Par la suite le jeune homme tombe amoureux d'une comédienne dont le jeu le fascine, Sibyl Vane, et lui promet le mariage. Mais son amour pour Dorian empêche Sibyl d'incarner ses personnages comme elle le faisait auparavant et son jeu devient très mauvais, ce que peuvent constater Basil et Lord Henry lorsque Dorian les emmène au théâtre. Profondément déçu et humilié, Dorian répudie Sibyl et la quitte brutalement, la laissant effondrée. En rentrant, il remarque sur le portrait une expression de cruauté qu'il ne lui connaissait pas. Il commence alors à soupçonner que son souhait insensé pourrait s'être réalisé. Le lendemain, il apprend par Harry le suicide de Sibyl. Étonnamment, il ne ressent qu'une peine superficielle à l'annonce de cette mort :

« Et cependant je me rends compte que je ne suis affecté par cette chose comme je le devrais être ; elle me semble simplement être le merveilleux épilogue d’un merveilleux drame. Cela a toute la beauté terrible d’une tragédie grecque, une tragédie dans laquelle j’ai pris une grande part, mais dans laquelle je ne fus point blessé. »

C'est un moment charnière du roman, le moment où le retour en arrière n'est plus possible pour Dorian, bien qu'il ne le sache pas encore. Le portrait a commencé à changer : l'âme de Dorian n'est plus celle du jeune homme innocent qui pouvait éprouver de la compassion pour ses semblables.
Pour éviter la découverte de son terrible secret, il enferme le tableau dans une ancienne salle d'étude et se plonge dans la lecture d'un roman envoûtant que lui offre Lord Henry (bien que son titre ne soit jamais cité, on peut reconnaître À rebours de Joris-Karl Huysmans, ce que Wilde dut reconnaître au tribunal). Le style de vie de Dorian change alors radicalement. Montrant toujours une façade policée devant ses pairs, il court les bouges les plus infâmes de Londres, à la recherche de plaisirs de plus en plus raffinés. Il s'entoure d'objets rares et précieux, pierreries, parfums, tapisseries… Le tableau petit à petit s'enlaidit, à cause des signes de l'âge mais surtout des marques physiques du péché. Le jeune homme (qui n'en est plus vraiment un) est de plus en plus obsédé par le tableau, renonçant à ses résidences secondaires, inquiet dès qu'il le quitte. Il vient d'ailleurs souvent vérifier la dégradation physique du portrait, avec une certaine jouissance car il continue à ressembler, lui, au jeune homme innocent qu'il était auparavant, et cette apparence immarcescible à elle seule lui permet de démentir toutes les folles rumeurs qui courent au sujet de son comportement.
Basil venant lui faire la morale à propos de ces rumeurs, Dorian finit par lui révéler son secret : pour lui faire voir son âme, il lui montre le portrait. Puis, seul avec le peintre, Dorian conçoit une haine mortelle pour celui qu'il rend un peu responsable de ce qu'il est aujourd'hui. Fou de rage, il saisit un couteau et le tue. À nouveau, il est loin d'être submergé par les émotions, alors qu'il vient pourtant de tuer celui qu'il considérait comme un ami. Il se débarrasse ensuite du cadavre, usant du chantage avec un ancien ami, Alan Campbell, chimiste capable de faire disparaître un corps avec des produits chimiques. Peu après, Campbell se suicide.
Un soir où Dorian se rend dans les bas-fonds de Londres fumer de l'opium comme à son habitude, il se trouve par hasard et sans le savoir dans la même pièce que James Vane, le frère de Sibyl, qui le reconnaît en entendant le surnom de « Prince Charmant » que lui donne une fille de joie, ce surnom même que Sibyl donnait à son amant. James se lance à la poursuite de Dorian avec l'intention de le tuer. Mais il hésite lorsqu'il se retrouve face à face avec Dorian, trompé par l'allure d'éternelle jeunesse de ce dernier, qui paraît avoir seulement vingt ans alors que Sibyl s'est suicidée dix-huit ans plus tôt. Si Dorian parvient ainsi à échapper à son agresseur, il vit désormais dans la peur d'être retrouvé. Or un jour où il participe à une chasse en province, un de ses amis abat malencontreusement un homme caché dans les fourrés. Dorian découvre qu'il s'agit de James Vane. Ainsi, au moment où ses soupçons se trouvent confirmés, il est délivré de la menace qui pesait au-dessus de sa tête.
Reconnaissant d'être toujours en vie, il décide alors de devenir meilleur et de faire acte de rédemption pour que le portrait retrouve son aspect d'innocence. Après une première bonne action forcée, il court voir si le portrait n'aurait pas embelli ; mais la toile porte désormais, en plus des marques du péché et du temps, un pli d'hypocrisie qui le rend plus infâme que jamais. Désespéré, Dorian enfonce le couteau qui a tué Basil dans le tableau, espérant se délivrer du rappel constant de ses crimes.
Un homme vieux et hideux est retrouvé mort en face du tableau qui, lui, a recouvré son aspect premier : l'effigie d'un jeune homme d'une beauté sublime, à l'innocence sans tache. Ce n'est qu'après l'examen des bagues du défunt qu'on reconnaîtra en lui Dorian Gray.

## Genèse du roman
André Gide raconte que Wilde lui aurait dit (probablement en plaisantant) qu'il avait écrit Le Portrait de Dorian Gray en quelques jours, parce qu'un de ses amis prétendait qu'il était incapable d'écrire des romans,. En fait, le processus de rédaction fut beaucoup plus long et complexe : en 1889, Joseph Marshall Stoddart demande à Wilde d'écrire un roman pour le Lippincott's Monthly Magazine, dont il est l'éditeur, mais il faut neuf mois à Wilde pour produire son manuscrit. La lecture de ce manuscrit montre que l'auteur s'est autocensuré, en supprimant notamment un passage où Basil déclare son amour à Dorian. De plus, selon Frank Pierobon, il a « consenti pour l'édition en magazine à un véritable toilettage pour en gommer les références trop ouvertement homosexuelles », mais il semble que Stoddart ait censuré le tapuscrit sans en informer Wilde avant la publication. Malgré cette censure, la presse populaire s'est déchaînée contre le roman, jugé « empoisonné et immoral ». Pour la version publiée par Ward, Lock & Company, considérée comme définitive, Wilde s'est bien gardé de reprendre les passages censurés par Stoddart. En réponse aux attaques de la presse, Il a ajouté une préface composée d'aphorismes pour répondre aux critiques d'immoralité. Il a aussi écrit six nouveaux chapitres (3, 5, 15, 16, 17, et 18),. Cet ajout ne semble pas avoir été dénué de considérations commerciales, car la vente de la nouvelle édition risquait d'être décevante après la diffusion de l'édition bon marché du Lippincott's, mais cela a permis à Wilde de développer le caractère de Dorian, son ambiguïté psychologique ainsi que l'histoire dramatique de sa famille que Lord Fermor révèle dans le nouveau chapitre 3,. James Vane, le frère de Sibyl, apparaît également dans ce nouveau chapitre. Ce personnage permet d'introduire une intrigue secondaire importante pour enrichir et amplifier l'évolution psychologique de Dorian : au chapitre 15, il finit par retrouver Dorian, qu'il sait responsable de la mort de sa sœur et qu'il poursuit de sa vindicte.
Dans une lettre à Ralph Payne, Wilde confie qu'il a mis beaucoup de lui-même dans cet ouvrage, en particulier dans le personnage de Basil Hallward qui le représente tel qu'il se voit, alors que Lord Henry reflète l'image que le public a de lui. Il suggère également que Dorian est une vision fantasmée de ce qu'il aurait voulu être, mais c'est peut-être aussi, et sans preuve aucune, une évocation de son amant, le poète et prêtre John Gray (en), qui signe « Dorian » les lettres qu'il adresse à l'auteur après la parution du roman.

## Personnages principaux
Dorian Gray : Un jeune homme riche et extrêmement beau. Après que le peintre Basil Hallward a réalisé son portrait, il devient obsédé par sa beauté et sa jeunesse. Sous l'influence de Lord Henry Wotton, il commence à mener une vie immorale et hédoniste.
Lord Henry Wotton : Un noble urbain et intelligent, ami de Basil Hallward. Il prône une philosophie du plaisir et de l'hédonisme, jouant un rôle crucial dans la chute morale de Dorian.
Basil Hallward : Un peintre et un artiste obsédé par Dorian. Il réalise le portrait de Dorian, qui devient son chef-d'œuvre.
Sibyl Vane : Une actrice pauvre et talentueuse dont Dorian est amoureux. Son amour pour Dorian affecte négativement ses talents d'actrice et conduit à une fin tragique.
James Vane : Le frère protecteur de Sibyl. Il s'inquiète pour sa sœur à cause de sa relation avec Dorian.
Alan Campbell : Un ancien ami de Dorian. Il rompt ses liens avec lui en raison de la détérioration de la réputation de Dorian.
Mrs. Vane : La mère de Sibyl et de James. Elle voit la richesse de Dorian comme une opportunité pour sa fille, mais elle évalue mal la situation.

## Influences et sources d'inspiration du roman
Le Portrait de Dorian Gray traite du rôle des influences dans le destin d'un homme. Tout commence en effet avec les mots de Lord Henry, qui font prendre conscience à Dorian à la fois de sa beauté et du caractère éphémère de celle-ci. C'est ce qui déclenche son vœu insensé. Sans l'influence des mots de Lord Henry, pas de roman. Or si les influences ont leur importance pour la trame du roman, elles en ont également beaucoup dans l'écriture d'Oscar Wilde.

### Littérature gréco-romaine
Le roman contient de nombreuses allusions aux ombres et à l'apparence des choses qui renvoient au mythe de la caverne de Platon. La beauté physique de Dorian Gray qui cache la laideur de son âme renvoie également à la philosophie platonicienne, qui considère que la beauté de l'âme est « bien plus élevée que celle du corps ». Le talent dont Sibyl Vane fait preuve pour incarner les grands rôles féminins du répertoire théâtral évoque la mimesis telle qu'elle est définie par Platon, puis par Aristote.
Un autre mythe grec est également évoqué dans le roman : « Une fois, moquerie gamine de Narcisse », Dorian « avait baisé, ou feint de baiser ces lèvres peintes, qui, maintenant, lui souriaient si cruellement ». Selon Sebastian Dieguez, Wilde préfigure dans ce roman l'approche psychiatrique moderne du narcissisme.
Il est en outre possible de déceler l'influence d'une grande figure de la décadence romaine, Pétrone, l'auteur du Satyricon. Dans bien des œuvres décadentistes, le héros exprime un mal-être typiquement « fin de siècle » par son comportement, sa recherche de plaisirs toujours plus raffinés et pervers, tout en restant incapable de trouver plus qu'une jouissance éphémère dans la dépravation de son âme.

### Littérature anglo-saxonne
Pour Danielle Guérin-Rose, « l'ombre tutélaire de Shakespeare plane sur l'amour rêvé et tragique de Sibyl et Dorian ». Parmi les dramaturges élisabéthains, on peut également citer Christopher Marlowe, dont La Tragique Histoire du docteur Faust marque le début des grandes œuvres littéraires inspirées par la légende de Faust, légende à laquelle se rattache le roman de Wilde.
On retrouve aussi dans le roman l'influence de Walter Pater, qui fut le maître de Wilde à Oxford, et qui a contribué à définir l'esthétisme. Son œuvre The Renaissance fut très controversée par sa défense de l'hédonisme et une certaine amoralité. Certains propos de Lord Henry font référence à ce courant de l'esthétisme : « nous avons perdu la faculté de donner de jolis noms aux objets. Les noms sont tout. Je ne me dispute jamais au sujet des faits; mon unique querelle est sur les mots : c’est pourquoi je hais le réalisme vulgaire en littérature. L’homme qui appellerait une bêche, une bêche, devrait être forcé d’en porter une; c’est la seule chose qui lui conviendrait »,.
Le critique britannique Robert McCrum suggère que l'œuvre a été influencée par Vivian Grey, le premier roman de Benjamin Disraeli publié anonymement en 1826. Le nom de l'actrice Sibyl Vane, dont Dorian Gray tombe amoureux au début du roman, fait probablement référence à ce roman de Disraeli ainsi qu'à son titre le plus connu, Sybil : Vivian Grey a une histoire d'amour avec Violet Fane, dont la mort tragique peut rappeler celle de la Sibyl Vane du roman de Wilde. Dans Vivian Grey, il est aussi question d'un tableau qui se modifie mystérieusement : les yeux du portrait se ferment à l'instant même de la mort du beau jeune homme qui y est représenté. Pascal Aquien cite cet exemple d'utilisation du portrait en tant qu'élément fantastique dans les œuvres qui ont pu influencer Wilde, en particulier Le Portrait ovale d'Edgar Allan Poe (il note à ce propos que « Walter Pater souligne le charme que Poe exerçait sur Wilde »), ainsi que Melmoth ou l'Homme errant de Charles Robert Maturin, et deux nouvelles du recueil des Contes racontés deux fois de Nathaniel Hawthorne (Les Peintures prophétiques et Le Portrait d'Édouard Randolph). Pascal Aquien évoque également l'influence possible de L'Étrange Cas du docteur Jekyll et de M. Hyde de Robert Louis Stevenson, où « l'altération des traits [du visage] reflète la vérité de l'âme ».

### Littérature française
L'influence de La Peau de chagrin de Balzac sur Le Portrait de Dorian Gray est souvent évoquée. On peut voir un certain rapport entre les deux romans à travers la notion de décadence physique.
Wilde fait également référence à Théophile Gautier, avec qui il partage une conception de l'art comme puisant sa beauté de son inutilité. Il cite son nom dans plusieurs chapitres (9, 11 et 14), et Dorian lit Émaux et Camées au chapitre 14.
Cependant, l'influence la plus marquante dans ce livre est sans nul doute celle de Joris-Karl Huysmans et de son œuvre À Rebours. Bien que Wilde n'y fasse pas explicitement référence, cette œuvre a servi de modèle pour le « livre empoisonné » que Lord Henry donne à Dorian, et qui ensorcelle tant ce dernier. Si les références à des chapitres de ce livre sont délibérément imprécises dans son roman, Wilde dut reconnaître au tribunal qu'il s'agissait bien du livre de Huysmans. Richard Ellmann rapporte que Wilde considérait son roman comme une « variation fantastique » inspirée par le livre de Huysmans. La façon dont des Esseintes séduit et influence un jeune garçon dans À rebours est assez semblable à l'influence exercée par Lord Henry sur Dorian. Mais c'est surtout l'esthétisme décadent qui rapproche les deux ouvrages. Ainsi, les goûts de Gray pour les collections de pierreries, tapisseries, parfums et autres objets, tels qu'ils sont décrits au chapitre 11, rappellent ceux de des Esseintes. C'est probablement cette influence qui a été dénoncée par la critique au moment de la publication du roman de Wilde, en qualifiant ce dernier de « livre empoisonné » inspiré par des « déchets de la décadence française ».

## Adaptations
Frank Pierobon estime que ce roman « ne peut être transposé au cinéma sans que l'essentiel en soit perdu » : on ne peut être que déçu par la représentation physique de l'idéal de beauté qu'incarne Dorian Gray, et surtout par la reproduction du chef-d'œuvre que doit être son portrait. Pour Xavier Giudicelli, l'illustration de ce portrait relève de la gageure puisqu'il doit évoluer de la beauté sublime à une laideur monstrueuse,. Il existe pourtant non seulement de nombreuses éditions illustrées du roman,, mais également beaucoup d'adaptations faisant appel à d'autres arts visuels.

### Cinéma et télévision
Le roman a inspiré de nombreuses adaptations, sur petit et grand écran :
- 1910 : Dorian Gray Portræt d'Axel Strøm (réalisateur danois dont c'est le seul film connu)
- 1913 : The Picture of Dorian Gray de Phillips Smalley
- 1915 : Portret Doryana Greya de Vsevolod Meyerhold
- 1915 : The Picture of Dorian Gray d'Eugene Moore
- 1916 : The Picture of Dorian Gray de Fred W. Durrant
- 1917 : Das Bildnis des Dorian Gray de Richard Oswald
- 1918 : Le Portrait de Dorian Gray (Az élet királya) d'Alfréd Deésy
- 1945 : The Picture of Dorian Gray d'Albert Lewin, avec Hurd Hatfield et George Sanders[48]
- 1953 : The Picture of Dorian Gray, téléfilm de John Newland
- 1954 : The Picture of Dorian Gray, téléfilm de David Greene
- 1958 : Il novelliere: Il ritratto di Dorian Gray, téléfilm de Daniele D'Anza avec Terence Hill
- 1960 : El retrato de Dorian Gray, téléfilm argentin de Francisco Guerrero
- 1961 : The Picture of Dorian Gray, téléfilm de Charles Jarrott
- 1961 : The Picture of Dorian Gray, téléfilm de Paul Bogart
- 1961 : Das Bildnis des Dorian Gray, téléfilm de Wilhelm Semmelroth
- 1968 : Le Portrait de Dorian Gray (film, 1968) (ru) réalisé par Nadejda Petrovna Maroussalova et Viktor Semionovitch Tourbine (ru)
- 1969 : El retrato de Dorian Gray, téléfilm mexicain d'Ernesto Alonso
- 1970 : Le Dépravé (Das Bildnis des Dorian Gray) de Massimo Dallamano, avec Helmut Berger (Dorian)
- 1973 : The Picture of Dorian Gray, téléfilm de Glenn Jordan
- 1977 : Le Portrait de Dorian Gray de Pierre Boutron
- 1977 : The Picture of Dorian Gray, téléfilm de John Gorrie
- 1977 : El retrato de Dorian Gray, téléfilm espagnol de Jaime Chávarri
- 1983 : The Sins of Dorian Gray, téléfilm de Tony Maylam
- 2004 : The Picture of Dorian Gray (en) de David Rosenbaum
- 2004 : Dorian d'Allan A. Goldstein
- 2004 : El retrato de Dorian Gray, téléfilm espagnol de Chicho Ibáñez Serrador
- 2007 : The Picture of Dorian Gray réalisé par Duncan Roy
- 2009 : Dorian Gray réalisé par Oliver Parker, avec Ben Barnes dans le rôle de Dorian Gray

À partir des années 1920, Marcel L'Herbier a commencé à travailler sur une adaptation cinématographique du Portrait de Dorian Gray, mais le film n'a jamais été réalisé bien qu'il ait maintenu ce projet pendant plus de vingt ans,.
Le personnage de Dorian Gray apparaît aussi dans les productions suivantes :
- 1984 : Dorian Gray im Spiegel der Boulevardpresse d'Ulrike Ottinger
- 1991 : épisode de Maguy numéro 303 :"Traitement de chic" avec Amanda Lear
- 2003 : The League of Extraordinary Gentlemen réalisé par Stephen Norrington, avec Stuart Townsend dans le rôle de Dorian
- 2014 : Penny Dreadful, série télévisée de John Logan, avec Reeve Carney dans le rôle de Dorian Gray[21].
- 2015 : Flynn Carson et les Nouveaux Aventuriers (The Librarians), série télévisée de John Rogers, avec Luke Cook dans le rôle de Dorian Gray dans le septième épisode de la saison deux.
- 2016 : The Confessions of Dorian Gray, série télévisée avec Alexander Vlahos dans le rôle-titre
- 2018 : Les Nouvelles Aventures de Sabrina (Chilling Adventures of Sabrina), série télévisée de Roberto Aguirre-Sacasa, avec Jedidiah Goodacre dans le rôle de Dorian Gray dans la deuxième partie de la première saison.

### Littérature
- 1911 : Hisao Honna, critique littéraire et traducteur de Wilde en japonais, remarque dans sa critique d'un conte de Jun'ichirō Tanizaki, Himitsu (Le Secret), que le héros de ce récit ressemble à Dorian Gray, et que l'auteur est très influencé par Wilde[51]
- 1985 : Le Portrait du mal de Graham Masterton
- 2002 : Dorian de Will Self[52]
- 2006 : The Bedroom Secrets of the Master Chefs de Irvine Welsh, traduction française : Recettes intimes de Grands Chefs, 2008

### Théâtre
- 1909 : Le Portrait surnaturel de Dorian Gray  de Jean Cocteau[53],[54]
- 1975 : Le Portrait de Dorian Gray, adaptation de Pierre Boutron
- 2011 : Le Portrait surnaturel de Dorian Gray  de Jean Cocteau, mise en scène de Patrick Rouzaud
- 2013 : Le Portrait surnaturel de Dorian Gray  de Jean Cocteau, adaptation de Pascal David
- 2013 : Le Portrait de Dorian Gray, par la Compagnie des Framboisiers (adaptation et mise en scène d'Albertine Visentin)[55],[56]
- 2014 : Dorian Gray, un portrait, par la compagnie Accès Libre au théâtre Instant T à Lyon[57]
- 2015 : Le Portrait de Dorian Gray, par la Compagnie Le Talent Girondin, dans une adaptation d'Yvan Bregon[58]
- 2015 : Le Portrait de Dorian Gray, à l'Inox à Bordeaux, avec Franck Desmedt[59]
- 2015 : The Picture of Dorian Gray, adaptation de Merlin Holland et John O'Connor mise en scène par Peter Craze en tournée en Grande-Bretagne[60],[61]
- 2015 : Le Portrait de Dorian Gray, adaptation et mise en scène de Thomas Le Douarec au théâtre du Château à Eu (Seine-Maritime)[62],[63]
- 2015 : Il ritratto di Dorian Gray, mise en scène d'Annig Raimondi au Teatro Oscar à Milan[64]
- 2016 : Le Portrait de Dorian Gray, adaptation et mise en scène de Imago des Framboisiers au Théâtre du Chapeau rouge (Avignon)[65]
- 2018 : Le Portrait de Dorian Gray, adaptation et mise en scène de Stéphane Battle à L'Escale (Tournefeuille)[66]

### Ballet - Théâtre musical
- 1952 : Le Portrait surnaturel de Dorian Gray de Jean Cocteau et Ned Rorem (musique), avec Jean Marais (costumes, décors et récitant), Georges Reich (danseur) et Solange Schwartz (danseuse) à Barcelone
- 1996 : The Picture of Dorian Gray, opéra de Lowell Liebermann (composition et livret)[67],[68],[69]
- 2008 : Le Portrait de Dorian Gray, adaptation de Bernard Novet
- 2014 : Dorian's Descent, comédie musicale au Met Theatre à Los Angeles[70]
- 2015 : Flawless, un projet de drame musical sur un livret de Paul Keusseyan[71] et une musique de François Irlès[72]
- 2015 : Le Portrait, spectacle de danse inspiré par le roman de Wilde, par la compagnie Danse et compagnie sous la direction de Xavier Gossuin, à la maison de la culture de Tournai[73]
- 2015 : Dorian Gray, opéra de L'Ubica Cekovska, livret de Kate Pullingerovej, au théâtre slovaque national (Bratislava)[74]
- 2016 : Le Portrait de Dorian Gray, comédie musicale de Daniele Martini (texte et musique)[21]
- 2017 : Dorian Gray. Un désir de jeunesse éternelle, opéra de Mariana Ungureanu (compositrice) et Emmanuel Reibel (livret)[75],[76]
- 2018 : Dorian Gray, la Belleza non ha pietà, de Daniele Martini (composition et livret)[66]
- 2018 : Dorian Gray, « spectacle musical futuriste » des compagnies de théâtre musical Silbersee et de théâtre visuel Ulrike Quade Company (Pays-Bas)[77]

### Bande dessinée - Peinture
- 2008 : Le Portrait de Dorian Gray de Stanislas Gros, éd. Delcourt
- 2011 : Le Portrait de Dorian Gray d'Enrique Corominas, éd. Daniel Maghen[78]
- 2015 : Autour d'un portrait, exposition à Saint-Malo d'une quarantaine de toiles d'Olivier Bour, qui s'est inspiré du roman de Wilde [79]
- 2018 : The Picture of Dorian Gray : A Graphic Novel de Jorge Claudio Morhain[80]

### Jeux vidéo
- 2011 : Le syndrome de Dorian Gray, production Big Fish Games
- 2013 : Ozmafia de Poni-Pachet et édité par Idea Factory, avec Hiroyuki Honda faisant la voix de Dorian Gray

### Livres audio
En dehors des versions diffusées par AudioCité, il existe dans le commerce au moins trois narrations différentes du roman sous forme de livre audio en français :
- Oscar Wilde, Le Portrait de Dorian Gray (texte intégral lu par Jacques Roland), éditions Le livre qui parle, coffret L071, Loubejac, 1995, 6 cassettes audio (durée non connue)  (EAN 3354621000718) (BNF 38310975)
- Oscar Wilde, Le Portrait de Dorian Gray (texte intégral lu par Isabelle Bensoussan, Antoine Blanquefort, Sandrine Briard, Éric Boucher, Michel Chaigneau et Victor Vestia), éditions SonoBooK, coffret PDG, Paris, mars 2008, 1 disque compact MP3 (durée 7 h 10 min)  (EAN 9782353290178) (BNF 41419477)
- Oscar Wilde (texte intégral lu par Denis Podalydès), Le portrait de Dorian Gray (coffret 863), Paris, Éd. Thélème distrib. les Belles lettres, 2009, 6 disques compact (durée non connue) (ISBN 978-2-87862-560-8, BNF 41476707)

### Musique
- 1986 : Fatal Portrait de King Diamond, s'inspire du portrait du roman pour le nom, l'illustration sur la pochette et l'histoire de son premier album.
- 1990 : Love Fifteen de Serge Gainsbourg, et interprétée par Jane Birkin cite le portrait dans la chanson : « Déjouant les maléfices/Du Portrait/De Dorian Gray/Love Fifteen/Elle est in/Elle le sait ».